# Bahnhof Degow
Bahnhof Degow war ein Wohnplatz im Gebiet der preußischen Provinz Pommern. 
Die Siedlung entstand in der 2. Hälfte des 19. Jahrhunderts: Im Jahre 1859 wurde die Bahnstrecke Belgard–Kolberg der Berlin-Stettiner Eisenbahn-Gesellschaft angelegt und dabei etwa 1 Kilometer nördlich von Degow ein Bahnhof eingerichtet. 
Bei dem Bahnhof entwickelte sich eine kleine Siedlung, „Bahnhof Degow“ genannt. Im Jahre 1864 wurden hier 22 Einwohner gezählt, im Jahre 1905 27 Einwohner. 
Bis 1945 bildete Bahnhof Degow einen Wohnplatz in der Gemeinde Degow und gehörte mit dieser zum Kreis Kolberg-Körlin in der preußischen Provinz Pommern.
Nach 1945 kam der Wohnplatz, wie ganz Hinterpommern, an Polen. Heute liegt die Stelle im Gebiet der polnischen Gmina Dygowo (Landgemeinde Degow), die Bebauung wird amtlich nicht als besonderer Wohnplatz geführt.